# سیارک ۳۴۳۹۸
سیارک ۳۴۳۹۸ (به انگلیسی: 34398 Terryschmidt، نام‌گذاری: 2000RK78) سی و چهار هزار و سیصد و نود و هشتمین سیارک کشف شده‌است که در ۹ سپتامبر ۲۰۰۰ کشف شد.